# Телекайський гай
Телекайський гай (рос. Телекайская роща) — ботанічна пам'ятка природи регіонального значення у південній частині Іультинського (кол. Шмідтовського) району Чукотського автономного округу.

## Географічне положення
Телекайський гай розташований у центрі великого Амгуемо-Куветського гірського масиву на північний схід від Чаунсько-Анадирського вододілу, на злитті річок Правий і Лівий Телекай, у великій міжгірській улоговині, з усіх боків оточеній сопками з відносними перевищенням 800-1400 м (з північного заходу- Гострокінечними горами, з півдня — хребтом Туманний). Дно улоговини піднято на висоту 400 м над рівнем моря.

## Характеристика
Особливістю пам'ятки є те, що тут знаходиться найвіддаленіший ізольований лісовий масив на північному сході Азії. Пам'ятка являє собою гай, де росте чозения (Chosenia arbutiflora) і деякі інші релікти. Багатоярусний заплавний ліс витягнутий на 2 км уздовж річки Лівий Телекай до її гирла. Найбільша ширина гаї досягає 800 м. Велика частина дерев має висоту близько 15 м, з діаметром стовбура від 20 до 40 див. Дерева відстоять один від одного в середньому на 4-5 м у центральній частині гаю, а по її краях — на десятки метрів. Гай уздовж ріки облямовують верболози декількох видів. Лівий Телекай поділяє лісовий масив на дві частини; під час паводку річка сильно підмиває береги, в результаті багато дерев падають.

## Особливості
Флора природної пам'ятки налічує 232 види судинних рослин. Телекайський чозениєвий гай служить природним деревним розплідником тундри, тут гніздяться багато видів птахів (переважно дрозди).
Причини збереження Телекайського гаю в таких суворих умовах: закрита від холодних вітрів міжгірська улоговина, геоморфологія русла (багаторукавна система Лівого Телекая), наявність субстрату — місцями задернованного опіщаненого галечника.